# 三船史郎
三船 史郎（みふね しろう、1950年11月27日 - ）は、日本の俳優・映画プロデューサーである。

## 人物
東京都・世田谷区出身。父は三船敏郎。母は吉峰幸子。長男は俳優の三船力也。三船美佳は異母妹だが30歳以上年が離れている。
成城大学経済学部在学中に『そのひとは女教師』（出目昌伸監督）に出演、その後も数本の映画に出演した。成城大学卒業後、父である三船敏郎がミュンヘン（当時の西ドイツ）にて開店した『ジャパン・レストラン三船』の支配人を務めていたこともある。
1981年に三船敏郎が社長を務めていた三船プロダクションに入社し、三船敏郎が俳優育成を掲げて創設した三船芸術学院の開校に携わるなどした。現在は三船プロダクション代表取締役社長を務める傍ら、俳優としての活動も再開し、現在に至る。

## フィルモグラフィー

### 出演
- その人は女教師（1970年8月29日、東宝） - 竹内亮 役
- 二人だけの朝（1971年4月1日、東宝） - 矢島二郎 役
- ホーク/B計画（1998年製作、2000年9月30日公開、アートポート / ジェイ・シー・エー） - 森本博士 役
- 雨あがる（2000年1月22日、東宝 / アスミック・エース） - 永井和泉守重明 役
- バルトの楽園（2006年6月17日、東映） - 松江久平 役
- 蜩ノ記（2014年10月4日、東宝） - 三浦兼通 役
- MIFUNE: THE LAST SAMURAI（2018年5月12日、HIGH BROW CINEMA）

### 企画
- 海燕ジョーの奇跡（1984年4月28日、松竹富士）

## コマーシャル
- 資生堂アウスレーゼ（1981年）